# Garth Davis
Garth Davis   (Brisbane, 23 de setembre de 1974) és un director de televisió, publicitat i cinema australià, més conegut per dirigir la pel·lícula Lion (2016) i la pel·lícula Maria Magdalena, escrita per Helen Edmundson."Tahar Rahim in Talks to Play Judas Iscariot in 'Mary Magdalene'". 22 July 2016. Abans va dirigir episodis de la sèrie Top of the Lake (2013).

## Biografia
L'octubre de 2013, Warner Bros. Pictures va contractar Davis per dirigir una adaptació cinematogràfica de Shantaram, però això no va arribar a bon port; més tard, es va convertir en una adaptació televisiva per a Apple TV+.
Va dirigir la pel·lícula Lion de "The Weinstein Company", en el seu debut com a director de llargmetratge, que es va estrenar amb bones crítiques al Festival Internacional de Cinema de Toronto el 2016.
El gener de 2016, Davis va ser contractat per dirigir un biopic sobre Maria Magdalena, titulat Mary Magdalene, escrit per Helen Edmundson. La pel·lícula es va estrenar a la "National Portrait Gallery" de Londres el febrer de 2018.
El 2019, Davis es va unir amb els directors conjunts de "See-Saw Films", Emile Sherman i Iain Canning, en una nova productora anomenada I AM THAT, amb Samantha Lang com a cap de desenvolupament.
L'agost de 2020, es va anunciar que Davis dirigiria una seqüela de Tron: Legacy, titulada Tron: Ares per a Walt Disney Pictures. Al gener de 2023, es va anunciar que Joachim Rønning dirigiria la pel·lícula.
L'abril de 2022, Screen Australia va anunciar el finançament per a Immersion, una sèrie de televisió dramàtica de ciència-ficció dirigida per Davis, escrita per Matt Vesely (Aftertaste) i produïda per Emile Sherman (El discurs del rei) i la directora i productora Samantha Lang.

## Premis
- 2008: Lleó d'or al Festival Internacional de Creativitat de Cannes Lions, i un llapis groc de D&AD, per a l'anunci de Schweppes "Burst"[3]
- 2010: Finalista del premi Directors Guild of America al millor director de publicitat[3]
- 2013: Premi Emmy a la direcció per Top of the Lake (que també va guanyar altres tres Emmys)[3]
- 2016: Lion va ser nominat a sis Oscars als 89è Premis Oscar de 2016, inclosa la millor pel·lícula
- 2016: Premi del Directors Guild of America a la millor direcció, Lion[3]

## Vida personal
- Davis viu a Austràlia amb els seus tres fills i la seva parella Nicola Lester.[14]

## Filmografia
| Any  | Títol          | Director | Escriptor | Productor |
| ---- | -------------- | -------- | --------- | --------- |
| 2016 | Lion           | si       | no        | no        |
| 2018 | Mary Magdalene | si       | no        | no        |
| 2023 | Foe            | Sí       | Sí        | Sí        |

Curtmetratges
| Year | Title    | Notes                                         |
| ---- | -------- | --------------------------------------------- |
| 2000 | P.I.N.S. | Curt documental; També director de fotografia |
| 2003 | Alice    |                                               |

| Any  | Títol           | Notes      |
| ---- | --------------- | ---------- |
| 2006 | Love My Way     | 3 episodis |
| 2013 | Top of the Lake | 8 episodis |